# Będzin
Będzin ([ˈbɛɲʥin]; Duits: Bendzin, 1939-1945 Bendsburg, Jiddisch: בענדין - Bendien) is een stad in het Poolse woiwodschap Silezië, gelegen in de powiat Będziński. De oppervlakte bedraagt 37,08 km², het inwonertal 58.662 (2005).

## Geboren in Będzin
- Sam Pivnik (1926), kunsthandelaar en overlevende van de Holocaust

## Verkeer en vervoer

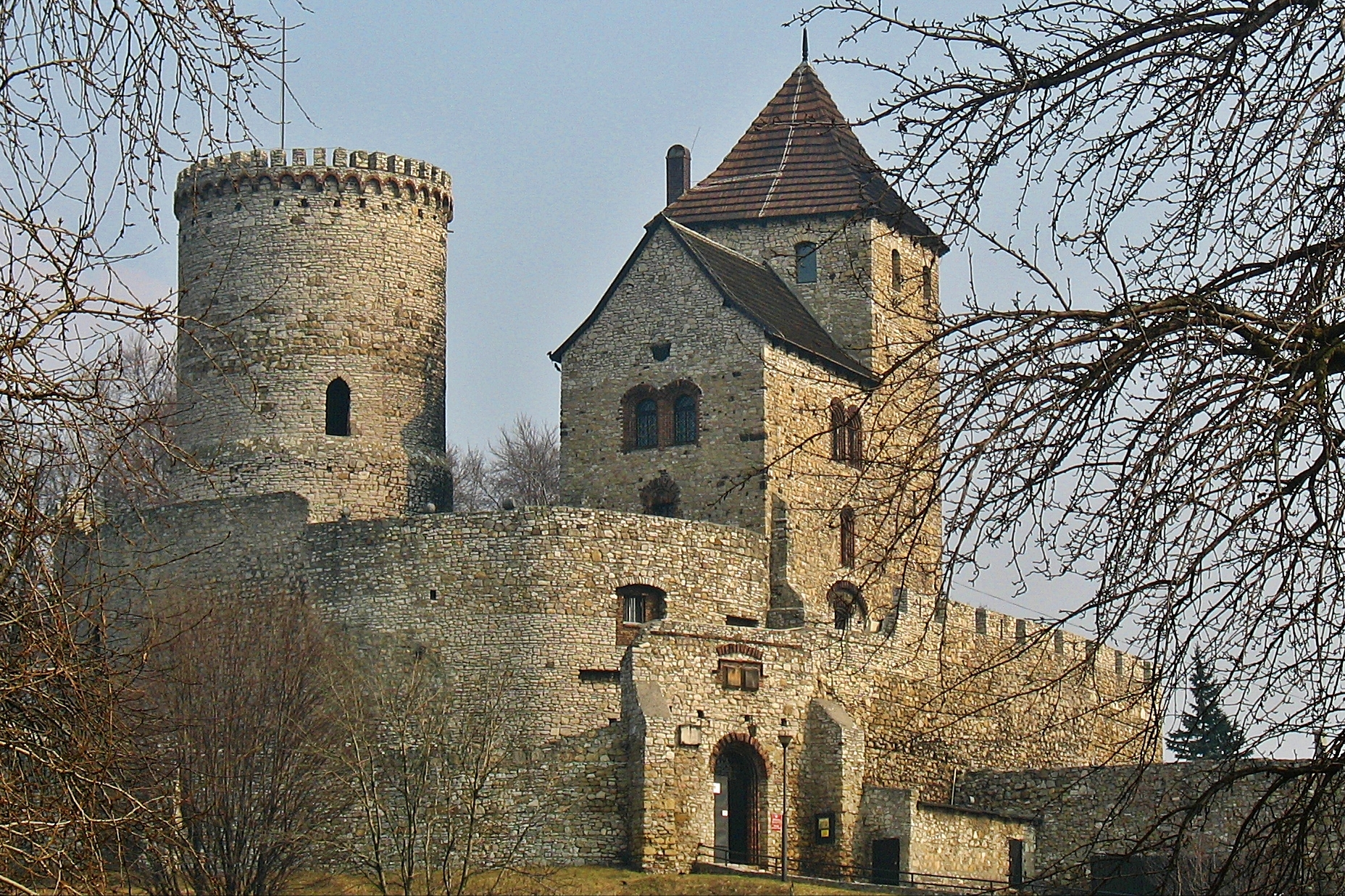
Koninklijk kasteel in Będzin uit de veertiende eeuw

- Station Będzin